# Cyclanthera eichleri
Cyclanthera eichleri är en gurkväxtart som beskrevs av Célestin Alfred Cogniaux. Cyclanthera eichleri ingår i släktet springgurkor, och familjen gurkväxter. Inga underarter finns listade i Catalogue of Life.